# Bombe météo de début mars 2018 en Amérique du Nord
La bombe météo de début mars 2018 en Amérique du Nord, appelée tempête Riley par The Weather Channel ou nor'easter de mars 2018 par les anglo-américains, a été une grosse tempête synoptique qui frappa significativement le nord-est des États-Unis, la région Mid-Atlantic et le sud-est des États-Unis. Le système se forma le long d'un front stationnaire associé à une dépression située sur le Midwest le 1er mars et qui se déplaça vers le nord-est plus tard dans la nuit. Une nouvelle dépression se forma au large des côtes le 2 mars et icelle se déplaça lentement près de la côte atlantique. Elle atteignit son acmé plus tard dans la journée, puis commença à s'éloigner des côtes. La tempête laissa plus de 50 cm de neige à certains endroits, une des plus marquantes tempêtes de neige en certains endroits, en particulier dans l’Upstate New York (l'État de New York excluant la région de New York). En d'autres endroits, les inondations furent proches des records précédents, en particulier ceux découlant de l'Ouragan Sandy.
Les dégâts les plus importants furent provoqués par les inondations et la neige ; les inondations étaient associées à des marées exceptionnellement hautes arrivant en même temps que l’onde de tempête le long de la côte. Les vents soutenus et les arbres renversés furent aussi à l'origine de nombreuses coupure de courant,,,
qui touchèrent 1,6 million de personnes à son paroxysme,.
En date du 2 mars, 7 décès étaient attribués à la tempête, dont 5 résultant de la chute de branches ou d'arbres entiers, mais au 4 mars le total fut révisé à 9.

## Évolution météorologique
Un front stationnaire, situé sur le centre des États-Unis le 28 février, provoqua durant cette période, des inondations dangereuses.
Le 1er mars, une des dépressions se détacha de la zone barocline et commença à dériver vers le nord.
Ce système se déplaçant dans de l'air plus froid à proximité de la frontière entre le Canada et les États-Unis, des chutes de neige s'amorcèrent dans la moitié est du Midwest et le Weather Prediction Center (WPC) commença à émettre des avis de mauvais temps plus tard dans la journée.
Au cours de la nuit suivante et dans les premières heures du matin du 2 mars, une nouvelle dépression se forma et s'intensifia rapidement au large des côtes du New Jersey, tandis que les chutes de neige devenaient plus importantes en Pennsylvanie et le sud de l'État de New York. Le creusement rapide de la dépression se poursuivit pendant que celle-ci se déplaçait lentement vers l'est jusqu'à atteindre environ 975 hPa dans la soirée.
La bombe météorologique se déplaçait lentement à cause d'un phénomène de blocage provoqué par un anticyclone puissant sur le Groenland et une remontée d'air tiède vers le Pôle Nord y donnant des températures positives.
L'advection d'air froid provoqua des chutes de neige lourde importantes à proximité des côtes. Elles englobèrent la région des Trois États, y compris la ville de New York et des régions situées plus au sud. Les vents se renforcèrent pendant que le gradient de pression augmentait, les rafales de vent atteignant entre 80 mi/h (129 km/h) à 90 mi/h (145 km/h) dans certaines régions. En même temps, la tempête commença à se déplacer vers le large, entraînant un affaiblissement des précipitations dans certaines régions. Par conséquent, le WPC leva les avis de tempête tôt dans la matinée du 3 mars lorsque le système de mauvais temps se fut suffisamment éloigné de la côte est tout en conservant son intensité.
L'image en début d'article montre la tempête Riley à son acmé qui ressemblait (mais n'était pas) à un cyclone tropical. Comme expliqué ci-dessus, ce système était une bombe météorologique des latitudes moyennes. La tempête possédait ce qui ressemblait à un œil bien formé avec un mur de l'œil en forme de gradins de stade. Il est aussi possible de faiblement distinguer des cumulonimbus dans le système dépressionnaire. Cet œil correspond en fait à la tête de l'occlusion d'un système frontal mature où les nuages s'enroulent près de la dépression.

## Préparations et impact

### Mid-Atlantic
Amtrak suspendit sa desserte ferroviaire le long du Northeast Corridor entre Washington et Boston, de même que les trains du Keystone Service entre New York et Harrisburg (Pennsylvanie), le 2 mars à cause de la tempête.
Plus de 4 000 vols furent annulés le 2 mars à cause de la tempête. De plus, plus de 2,2 millions d'usagers furent privés d'électricité dans le nord-est des États-Unis.

#### Virginie
La tempête provoqua des pluies importantes et des vents forts dans la région de Hampton Roads le 2 mars. Plusieurs vols au départ de l'aéroport international de Norfolk furent annulés et la compagnie Dominion Energy rapporta 36 000 usagers de la région de Hampton Roads sans électricité. Au total, 500 000 usagers subirent des coupures de courant en Virginie résultant de la tempête. Les vents tempétueux provoquèrent la fermeture du pont-tunnel de Chesapeake Bay pendant presque toute la journée du 2 mars.
La compagnie Virginia Railway Express suspendit ses dessertes ferroviaires le 2 mars. Les écoles des comtés de Fairfax et Prince William furent fermées à cause des vents violents,. Des rafales de 71 mi/h (114 km/h) furent relevées à l'aéroport international de Washington-Dulles et de 62 mi/h (100 km/h) à l'aéroport national Ronald-Reagan. Des pilotes à bord d'un vol à destination de l'aéroport Washington-Dulles annoncèrent que presque tous les passagers se mirent à vomir à cause de la turbulence très forte causée par la tempête.
Un jeune garçon de 6 ans fut tué par la chute d'un arbre sur la maison familiale en Virginie.
La voie vers le sud de l'autoroute I95 fut fermée à Woodbridge pour inspecter le panneau indicateur du centre commercial Potomac Mills (en) placé le long de l'autoroute et qui semblait avoir été tordu par la tempête.

#### Washington
À Washington, le gouvernement fédéral ferma ses bureaux à cause de la tempête, et les musées de la Smithsonian Institution fermèrent aussi. Le métro de Washington baissa sa vitesse d'exploitation et aussi diminua la fréquence des trains. Le service de bus de Washington et les autres services régionaux de bus accusèrent des retards à cause d'arbres ou de lignes électriques par terre. Les écoles de Washington annulèrent les rencontres parents-professeurs de la journée.

#### Maryland
Une vieille dame de 77 ans à Kingsville fut tuée par la chute d'une branche d'arbre.
Un complexe d'appartements à Suitland s'effondra partiellement, laissant sans-abri 300 personnes . Les écoles des comtés de Montgomery et Howard fermèrent à cause de la tempête,. Le 2 mars à 16 h locale, les compagnies Baltimore Gas and Electric et Potomac Electric Power Company signalèrent que 253 000 usagers étaient sans électricité dans leur zone de desserte.
En même temps que l'Amtrak, les trains du MARC suspendaient jusqu'à nouvel ordre leur desserte sur toutes leurs lignes.
Le département des transports du Maryland ferma aussi le pont de la baie de Chesapeake plusieurs fois dans la journée.
Le Pont Millard E. Tydings Memorial sur l'Interstate 95 et le pont Thomas J. Hatem sur la route US Route 40 furent aussi fermés jusqu'à nouvel ordre à cause de 2 semi-remorques qui se renversèrent à la suite de forts vents.
Un arbre abattu bloquait la voie vers le sud de l'Interstate 95 à White Marsh.
Des dizaines de voitures furent détruites par des chutes d'arbres à Baltimore ; ces chutes d'arbres étant provoquées par la combinaison de sols saturés en eau et des vents violents. Cette tempête est considérée comme étant la pire tempête dans la région depuis l'Ouragan Sandy en 2012.
Pour assister aux funérailles de Billy Graham, Donald Trump ne pouvait décoller de l'Andrews Air Force Base et dut s'embarquer à l'aéroport international de Washington-Dulles.

#### Delaware
Dans le comté de Sussex, la tempête apporta des pluies soutenues et des vents forts le 2 mars, les rafales atteignant 50 mi/h (80 km/h). Les vents affalèrent des arbres et fit voltiger des débris. Le ferry du cap May-Lewes retarda son départ du matin et suspendit sa desserte le reste de la journée le 2 mars.
La compagnie Delmarva Power (en) signala des dizaines de milliers d'usagers dans électricité à travers l'État.

#### Pennsylvanie

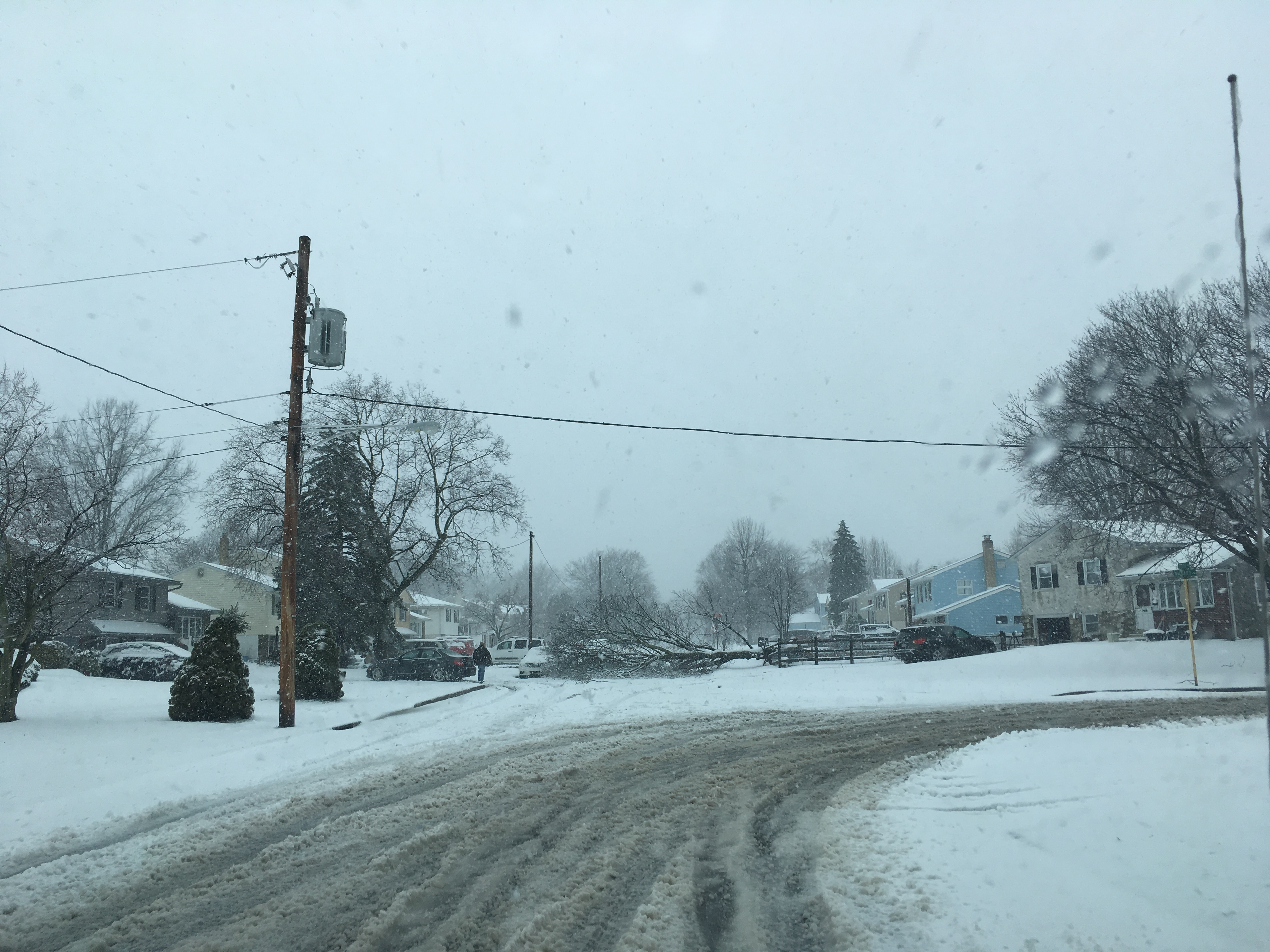
Arbres abattus et neige dans Upper Moreland Township

La région de Philadelphie a subi de la neige, des visibilités réduites et du vent ce qui abattit lignes électriques et arbres.
La compagnie PECO Energy Company annonça 360 438 usagers privés de courant dans la région de Philadelphie. À cause des violents, les réparations ne purent commencer que le 3 mars et le retour du courant électrique put prendre plusieurs jours par endroits. Un homme de 57 ans fut tué à l'intérieur de sa voiture par la chute d'un arbre à Upper Merion Township.
Certains trains régionaux SEPTA furent arrêtées à cause du mauvais temps et un arbre s'abattit sur un bus de la même compagnie se déplaçant le long de la Schuylkill Expressway à Lower Merion Township,.
American Airlines annula aussi des vols au départ de l'aéroport international de Philadelphie le 2 mars à cause du mauvais temps.
Dans les régions de la Lehigh Valley et les Monts Pocono en Pennsylvanie, la tempête provoqua des grosses chutes de neige et des vents forts le 2 mars, provoquant des dizaines d'accidents de la circulation. Les limitations de vitesse furent abaissées sur certaines portions des autoroutes I80 et I380 dans l'est de la Pennsylvanie. La neige et le vent abattirent lignes électriques et arbres tandis que la compagnie PPL Electric Utilities annonça 100 000 coupures de courant. Beaucoup d'écoles dans la Lehigh Valley et les Monts Pocono annulèrent les cours ou renvoyèrent à la maison les élèves le 2 mars.
Les bureaux du palais de justice du comté de Monroe fermèrent en avance le 2 mars. Les bus LANTA entre Bethlehem et la Slate Belt restèrent en opération tout en pratiquant des changements d’itinéraire imposés par les chutes de neige.
Dans le comté de Berks, la tempête mit à terre lignes électriques et arbres le 2 mars, tandis que la compagnie FirstEnergy annonça 6 254 coupures de courant dans le comté et PPL Electric Utilities annonça 1 084 coupures de son côté. Le vent renversa un semi-remorque le long de l'Interstate 78 près de Hamburg et abattit un arbre et des lignes électriques sur un véhicule non occupé à Exeter Township.
Les vents violents renversèrent un bus scolaire à Chambersburg.

#### New Jersey
Le comté de Sussex dans la partie nord de l'État reçut 10 pouces (30 cm) de neige.
Sur la côte du New Jersey, des inondations mineures se produisirent et des routes durent être fermées lors de la marée haute le matin du 2 mars. Deux routes de desserte locale durent être fermées à Absecon à cause des inondations et la route US 40 menant à Atlantic City fut aussi affectée. Les inondations provoquèrent également des fermetures de voies de circulation sur des portions de la Route 35 à Brick (en) et Belmar tandis que les eaux couvraient des routes à Neptune (en) et Highlands.
Des vols furent annulés à l'aéroport international de Newark-Liberty.
La compagnie Atlantic City Electric annonça que 29 111 usagers se retrouvèrent sans électricité et PSE&G déclara de même des dizaines de milliers d'usagers sans électricité. Le New Jersey Transit annula quelques dessertes.

#### New York
Il neigea à Albany et Syracuse. Des alertes de blizzard furent émises pour des portions de l'Upstate New York (la partie continentale), où des vents de 50 mi/h (80 km/h) et 30 cm de neige prévus. La partie est de Long Island reçut plus de 4 pouces (100 mm) de pluie. La ville de New York subit pluie, neige, grésil et des vents soutenus. Un semi-remorque fut renversé sur le Pont Verrazano-Narrows. Presque la moitié des vols en partance de l'aéroport LaGuardia de New York furent annulés le 2 mars. Un garçon de 11 ans fut tué par la chute d'un arbre à Putnam Valley.
Il tomba 14 pouces (36 cm) de neige à Hornell et 40 pouces (100 cm) de neige se déversèrent sur Richmondville. Le poids de la neige mouillée fut un facteur déterminant concernant les coupures prolongées d'électricité.

### Nouvelle-Angleterre

#### Connecticut
Le Connecticut subit des pluies abondantes, inondations, et des vents forts résultant de la tempête.

#### Rhode Island
Le Rhode Island subit pluie et vent. Des rafales ayant la force d'un ouragan furent détectées dans l'État, le pic étant de 83 mi/h (134 km/h) à Little Compton. Plusieurs ponts durent être fermées au trafic de marchandises lorsqu'un camion eut été soufflé par le vent sur le Claiborne Pell Newport Bridge.

#### Massachusetts
Plus de 4 pouces (100 mm) de pluie tombèrent sur l'est du Massachusetts. Boston enregistra une pointe de vent de 70 mi/h (113 km/h) et subit de fortes pluies. La ville enregistra la troisième marée la plus haute de son histoire à 14,67 pieds (4,47 m). Des rafales ayant la force d'un ouragan furent mesurées dans l'État ; la pointe maximale fut de 97 mi/h (156 km/h) à Wellfleet et 93 mi/h (150 km/h) in Barnstable.
Plusieurs vols furent annulés à l'aéroport international Logan de Boston. Un arbre s'abattit sur une voiture à Tewksbury. Des vagues plus hautes qu'une maison de 2 étages furent observées et le Boston Globe annonça que 1 800 personnes furent évacuées à Scituate.

#### Maine
Le 5 mars, la tempête a permis de dégager une épave qui était totalement envasée sous la plage à York (Maine). Les débris de membrures semblent provenir d'un navire de transport construit entre 1750 et 1850.

### Canada
Dans la région de la péninsule du Niagara, des accumulations allant qu'à 30 cm de neige sont tombés du 1er au 2 mars avec le précurseur de la bombe. La masse d'air était particulièrement instable car des orages de neige furent rapportés. Bien que très près de cette région, Toronto n'a reçu qu'un peu de neige. Un arbre fut renversé sur un Véhicule utilitaire sport à Hamilton et la neige abondante s'est accumulée sur les fils électriques dans la région.
La Nouvelle-Écosse fut affectée par l'onde de tempête associée à la tempête le 3 mars, mais n'a pas reçu de précipitations. Les vents jusqu'à 100 km/h et la marée haute de forte amplitude ont donné des débordements le long de la côte sud-est de la province d'Halifax à Shelburne. À Liverpool, une partie du centre-ville fut ainsi inondée jusqu'au retrait de la marée.